# Villefranche-du-Périgord
Villefranche-du-Périgord är en kommun i departementet Dordogne i regionen Nouvelle-Aquitaine i sydvästra Frankrike. Kommunen ligger i kantonen Villefranche-du-Périgord som tillhör arrondissementet Sarlat-la-Canéda. År 2022 hade Villefranche-du-Périgord 671 invånare.

## Befolkningsutveckling
Antalet invånare i kommunen Villefranche-du-Périgord
Referens:INSEE